# Atletisme als Jocs Olímpics d'estiu de 1900 - 60 metres masculins
La prova dels 60 metres masculins fou la cursa més curta de les disputades durant els Jocs Olímpics de París de 1900. Aquesta era la primera vegada que es disputava aquesta prova als Jocs Olímpics.
Es disputà el 15 de juliol de 1900, prenent-hi part 10 atletes de sis països diferents. En un principi s'havien planificat cinc sèries preliminars, però a l'hora de la veritat sols se'n disputaren dues. Els dos primers classificats de cada sèrie passava a la final, la qual fou disputada per tres nord-americans i un australià.

## Medallistes
| Or               | Plata          | Bronze         |
| Alvin Kraenzlein | John Tewksbury | Stanley Rowley |

## Resultats

### Primera ronda

#### Sèrie 1
| Posició | Atleta                | Temps      |
| ------- | --------------------- | ---------- |
| 1       | Alvin Kraenzlein      | 7,0"       |
| 2       | Edmund Minahan        | desconegut |
| 3       | Norman Pritchard      | desconegut |
| 4-5     | Adolphe Klingelhoefer | desconegut |
| 4-5     | Isaac Westergren      | desconegut |

Minahan arribà un peu i mig per darrere de Kraenzlein, i superà a Pritchard també per un peu i mig.

#### Sèrie 2
| Posició | Atleta          | Temps      |
| ------- | --------------- | ---------- |
| 1       | John Tewksbury  | 7,2"       |
| 2       | Stanley Rowley  | desconegut |
| 3       | William Holland | desconegut |
| 4-5     | Pál Koppán      | desconegut |
| 4-5     | Ernő Schubert   | desconegut |

Rowley arribà sols un peu per darrere de Tewksbury.

### Final
| Posició | Atleta           | Temps       |
| ------- | ---------------- | ----------- |
| Or      | Alvin Kraenzlein | 7,0"        |
| Plata   | John Tewksbury   | 7,1" (est.) |
| Bronze  | Stanley Rowley   | 7,2" (est.) |
| 4       | Edmund Minahan   | 7,2" (est.) |

La final dels 60 metres fou una cursa molt igualada. Els dos primers classificats quedaren separats per pocs centímetres i Rowley quedà a menys d'un metre. Cadascun dels atletes havia corregut la sèrie classificatòria una hora abans de la gran final.